# Pinguicula kondoi
Pinguicula kondoi ist eine fleischfressende Pflanze aus der Gattung der Fettkräuter (Pinguicula). Die Pflanze ist in Mexiko einheimisch.

## Merkmale
Pinguicula kondoi ist eine ausdauernde, krautige Pflanze, die in einer bodenständigen Rosette wächst. Ihr Wurzelwerk besteht aus zahlreichen, fadenförmigen Adventivwurzeln. Die Pflanze bildet Ausläufer.
Pinguicula kondoi gehört zum tropisch-heterophyllen Wuchsformtyp der Gattung. Die Blätter der Winterrosette sind flach löffelförmig, 4,5 bis 5 Millimeter lang und 3,5 bis 4 Millimeter breit. Sie werden nach innen hin immer spatelförmiger. Die Blätter der Sommerrosette sind typischerweise rein spatelförmig, 15 bis 20 Millimeter lang und 3 bis 7 Millimeter breit.
Die Pflanze bildet bis zu vier Blütenstandsachsen, diese sind 30 bis 65 Millimeter lang und mit Stieldrüsen besetzt. Die Kelchzipfel sind länglich-rund bis spatelförmig, stumpf und dicht drüsig. Die Kronröhre ist lang zylindrisch, am Schlund jedoch trichterförmig verbreitert, 8 Millimeter lang und 3 bis 4 Millimeter breit. Die blass-purpurne oder weiße endständige Krone ist deutlich dunkel nerviert und kaum lippig, die Kronlappen sind annähernd kreisförmig und 4 bis 5 Millimeter lang wie breit. Der kurze, schlanke Sporn ist 3,5 bis 4,5 Millimeter lang. Die vielzelligen Röhrenhaare sind gelegentlich zweizipfelig.
Die Chromosomenzahl beträgt 2n=22.

## Verbreitung
Pinguicula kondoi ist in Mexiko endemisch, der Holotypus wurde in der
östlichen Sierra Madre im Bundesstaat Tamaulipas auf einer nassen Klippe am Wegesrand gefunden.

## Systematik
Die Art wurde 1974 von Siegfried Jost Casper anhand eines Fundes 1971 von Seiichi Osada erstbeschrieben und der Subsektion Isolobopsis in der Sektion Heterophyllum zugeordnet. Das Artepitheton ehrt den japanischen Botaniker Katsuhiko Kondo. Die 1991 von Jan Schlauer erstbeschriebene Pinguicula reticulata gilt als synonym.

## Nachweise
1. 1 2 3 4 5 6  Jost Casper: Eine neue Pinguicula-Art aus Mexiko. In: Feddes Repertorium. Bd. 85, Nr. 1/2, 1974, ISSN 0014-8962, S. 1–6, doi:10.1002/fedr.19740850102.
2. 1 2 3  Hans Luhrs: New additions to the genus Pinguicula (Lentibulariaceae) of Mexico. In: Phytologia. Bd. 79, Nr. 2, 1995, ISSN 0031-9430, S. 114–122.